# Darvin Ham
Darvin Demonte Ham Sr. (Saginaw, 23 juli 1973) is een Amerikaans voormalig basketballer en huidig basketbalcoach.

## Carrière
Ham speelde collegebasketbal voor de Otero Rattlers van 1992 tot 1993 en daarna drie jaar voor de Texas Tech Red Raiders. Hij tekende daarop voor de Jacksonville Barracudas uit de United States Basketball League maar werd geruild naar de Florida Sharks voor Roger Crawford. Hij werd niet gekozen in de NBA draft van 1996 maar speelde in juni 1996 wel voor de Florida Sharks. Eind juni 1996 werd hij samen met Mark Boyd en Glenn Whisby op de geblesseerde lijst geplaatst. Hij nam ook deel aan een trainingskamp van de Miami Heat. In september 1996 tekende hij bij de Denver Nuggets. Hij werd in september wel gekozen in de CBA draft in de vijfde ronde als 55e door de Sioux Falls Skyforce.
Hij startte het seizoen 1996/97 voor de Denver Nuggets. Hij nam in februari 1997 deel aan de NBA Slam Dunk Contest maar geraakte niet voorbij de eerste ronde. Eind februari 1997 werd hij geruild naar de Indiana Pacers voor Jerome Allen. Begin maart 1997 onderging hij een operatie aan zijn knie en was uit tot in april, hij speelde echter maar een wedstrijd voor de Pacers in de rest van het seizoen. Aan het einde van het seizoen werd hij een vrije speler. Hij speelde in juli op een trainingskamp van de Indiana Pacers.
Eind september 1997 tekende hij bij de Washington Wizards en nam deel aan hun trainingskamp. Hij slaagde er uiteindelijk in een plaats in de ploeg te veroveren. Na een seizoen werd Ham opnieuw een vrije speler. Ham geraakte niet aan een nieuw contract na de NBA lockout 1998-1999, hij tekende daarop voor de Spaanse eersteklasser CB Granada. In september 1999 tekende hij bij de Milwaukee Bucks, hij speelde drie seizoenen voor de Bucks maar miste veel wedstrijden door blessures.
In 2002 werd hij weer een vrije speler en tekende bij de Atlanta Hawks. Na een seizoen tekende hij bij de Detroit Pistons waarmee hij NBA-kampioen werd en tekende na een seizoen bij voor een tweede. In 2006 speelde hij voor het Filipijnse Talk 'N Text Phone Pals. In 2007 werd hij als derde gekozen in de NBA D-League Draft door de Albuquerque Thunderbirds. Hij startte het seizoen 2007/08 bij de club. In april 2008 werd hij geruild naar de Austin Toros voor Anthony Fuqua.
Voor het seizoen 2008/09 werd hij assistent-coach bij de Albuquerque Thunderbirds onder John Coffino. Hij werd in 2010 gepromoveerd tot hoofdcoach bij de ploeg. In 2011 werd assistent-coach bij de Los Angeles Lakers onder Mike Brown, Bernie Bickerstaff en Mike D'Antoni. In 2013 werd hij een assistent-coach voor de Atlanta Hawks, een functie die hij uitoefende onder Mike Budenholzer. Na Budenholzers vertrek naar de Milwaukee Bucks volgde Ham ook.
In 2022 werd hij hoofdcoach van de Los Angeles Lakers en bleef dit gedurende twee seizoenen, hij won in 2023 de NBA Cup met de ploeg. In 2024 werd hij opnieuw assistent-coach bij de Bucks, ditmaal onder Doc Rivers.

## Erelijst

### Als speler
- NBA-kampioen: 2004

### Als hoofdcoach
- NBA Cup-kampioen: 2023

### Als assistent-coach
- NBA-kampioen: 2021
- NBA Cup-kampioen: 2024

## Statistieken

### Reguliere Seizoen
| Seizoen  | Team               | WG  | WS | MPW  | 2P%   | 3P%  | FW%  | RPW | APW | SPW | BPW | PPW |
| -------- | ------------------ | --- | -- | ---- | ----- | ---- | ---- | --- | --- | --- | --- | --- |
| 1996/97  | Denver Nuggets     | 35  | 3  | 8,9  | 52,5  | 0,0  | 48,5 | 1,6 | 0,4 | 0,2 | 0,2 | 2,3 |
| 1996/97  | Indiana Pacers     | 1   | 0  | 5,0  | 100,0 | 0,0  | 50,0 | 0,0 | 0,0 | 1,0 | 0,0 | 3,0 |
| 1997/98  | Washington Wizards | 71  | 3  | 8,9  | 52,9  | 0,0  | 47,3 | 1,8 | 0,2 | 0,3 | 0,4 | 2,0 |
| 1999/00  | Milwaukee Bucks    | 35  | 21 | 22,6 | 55,5  | 0,0  | 44,9 | 4,9 | 1,2 | 0,8 | 0,8 | 5,1 |
| 2000/01  | Milwaukee Bucks    | 29  | 13 | 18,6 | 48,8  | 66,7 | 59,2 | 4,2 | 0,9 | 0,6 | 0,7 | 3,8 |
| 2001/02  | Milwaukee Bucks    | 70  | 2  | 17,3 | 56,9  | 14,3 | 50,4 | 2,9 | 1,0 | 0,4 | 0,5 | 4,3 |
| 2002/03  | Atlanta Hawks      | 75  | 1  | 12,3 | 44,7  | 0,0  | 48,1 | 2,0 | 0,5 | 0,2 | 0,3 | 2,4 |
| 2003/04  | Detroit Pistons    | 54  | 2  | 9,0  | 49,3  | 50,0 | 60,0 | 1,7 | 0,3 | 0,2 | 0,1 | 1,8 |
| 2004/05  | Detroit Pistons    | 47  | 0  | 5,9  | 45,9  | 0,0  | 38,7 | 0,7 | 0,1 | 0,1 | 0,1 | 1,0 |
| Carrière | Carrière           | 417 | 45 | 12,4 | 51,8  | 25,0 | 49,4 | 2,3 | 0,5 | 0,3 | 0,4 | 2,7 |

### Play-offs
| Seizoen  | Team            | WG | WS | MPW  | 2P%  | 3P% | FW%   | RPW | APW | SPW | BPW | PPW |
| -------- | --------------- | -- | -- | ---- | ---- | --- | ----- | --- | --- | --- | --- | --- |
| 1999/00  | Milwaukee Bucks | 5  | 5  | 28,8 | 64,7 | 0,0 | 33,3  | 5,8 | 1,4 | 0,2 | 1,6 | 5,0 |
| 2000/01  | Milwaukee Bucks | 14 | 6  | 9,4  | 60,0 | 0,0 | 55,0  | 1,4 | 0,4 | 0,3 | 0,5 | 2,1 |
| 2003/04  | Detroit Pistons | 22 | 0  | 4,9  | 50,0 | 0,0 | 0,0   | 0,6 | 0,0 | 0,1 | 0,2 | 0,7 |
| 2004/05  | Detroit Pistons | 14 | 0  | 1,7  | 33,3 | 0,0 | 100,0 | 0,2 | 0,0 | 0,0 | 0,0 | 0,3 |
| Carrière | Carrière        | 55 | 11 | 7,4  | 56,9 | 0,0 | 51,6  | 1,2 | 0,2 | 0,1 | 0,3 | 1,3 |

1 Billups · 
3 B. Wallace · 
7 James · 
8 Ham · 
10 Hunter · 
13 Okur · 
22 Prince · 
31 Miličić · 
32 Hamilton · 
34 Williamson · 
36 R. Wallace · 
41 Campbell · 
Coach Brown